# Паскаль Естрада
Паскаль Хуан Естрада (нім. Pascal Juan Estrada, нар. 12 березня 2002, Лінц, Австрія) — австрійський футболіст, захисник клубу «Альтах».

## Ігрова кар'єра

### Клубна
Паскаль Естрада є вихованцем австрійських клубів «Юніорс» та ЛАСК. У 2018 році він перейшов до англійського «Вулвергемптон Вондерерз», де з 2020 року грав за другий склад.
В Англії  Естрада не провів жодного матчу в основі і влітку 2022 року перейшов до люблянської «Олімпії». 17 оипня 2022 року захисник дебютував на професійному рівні у матчі чемпіонату Словенії. Разом з «Олімпією» Естрада виграв національний чемпіонат та Кубок Словенії.
У лютому 2024 року Естрада повернувся до Австрії, де підписав контракт з «Альтахом» до літа 2026 року.

### Збірна
У вересні 2022 року Паскаль Естрада почав свої виступи в складі молодіжної хбірної Австрії.

## Титули
Олімпія
 Чемпіон Словенії: 2022/23
 Переможець Кубка Словенії: 2022/23